# Gässlösa
Gässlösa este o arie protejată (arie specială de conservare — SAC, sit de importanță comunitară — SCI) din Suedia întinsă pe o suprafață de 20,7 ha, integral pe uscat.

## Localizare
Centrul sitului Gässlösa este situat la coordonatele 57°08′53″N 12°29′25″E / 57.148°N 12.4904°E.

## Înființare
Situl Gässlösa a fost declarat sit de importanță comunitară în decembrie 1995 pentru a proteja un număr necunoscut de specii din flora spontană și fauna sălbatică aflate în arealul zonei. Situl a fost protejat și ca arie specială de conservare în martie 2011.

## Biodiversitate
Situată în ecoregiunea continentală, aria protejată conține 6 habitate naturale: Păduri de fag Asperulo-Fagetum, Păduri aluvionare cu Alnus glutinosa și Fraxinus excelsior (Alno-Padion, Alnion incanae, Salicion albae), Păduri de fag Luzulo-Fagetum, Roci stâncoase cu vegetație pionieră de Sedo-Scleranthion sau Sedo albi-Veronicion dillenii, Păduri de stejar sau de stejar și carpen sub-atlantice și medio-europene de Carpinion betuli, Păduri acidofile de stejar bătrân cu Quercus robur pe câmpii nisipoase.
La baza desemnării sitului se află un număr nedeclarat de specii protejate.